# Crkva sv. Lucije u Pučišćima
Crkva sv. Lucije nalazi se Pučišćima na Braču.

## Opis
Crkvica sv. Lucije smještena je na padini naselja iznad uvale Soline. Jednobrodna građevina s pačetvorinastom apsidom ima dvostrešni krov pokriven kamenom pločom. Kasnorenesansna crkvica odaje skromne elemente arhitektonske plastike, a po načinu gradnje uklapa se u ambijentalnu arhitekturu starog dijela Pučišća.

## Zaštita
Pod oznakom Z-4574 zavedena je kao nepokretno kulturno dobro - pojedinačno, pravna statusa zaštićena kulturnog dobra, klasificirano kao "sakralna graditeljska baština". Autor je Ivan Nikola Žuvetić - Graditelj (16. st.).